# Meine Vaterstadt Stavenhagen
Meine Vaterstadt Stavenhagen ist ein Roman des deutschen Schriftstellers Fritz Reuter, der 1856 erschien. Es handelt sich um die erste größere Prosaarbeit des Dichters, die, im Gegensatz zu den meisten späteren Werken, nicht in niederdeutscher, sondern in hochdeutscher Sprache verfasst wurde.

## Inhalt
Wie viele weitere Werke Reuters, ist auch diese erste Prosaarbeit autobiographischen Inhalts. Der Autor beschreibt in lockerem Erzählton seine Vaterstadt Stavenhagen in Mecklenburg, wobei er aber alles Erwähnenswerte des Ortes im Zusammenhang mit seiner eigenen Kindheit schildert. So entsteht ein Bild der Stadt, wie sie sich etwa in den 1820er Jahren dargeboten haben mag. Reuter bedauert die Veränderungen, die seither passiert sind. Viele Personen der Erzählung begegnen dem Leser auch wieder in den späteren niederdeutschen Romanen. Der Vater Reuters war Bürgermeister der Stadt. Ihm und einem Onkel, der Ratsherr hier war, widmete Reuter später einen Anhang.

## Bedeutung
Meine Vaterstadt Stavenhagen ist deshalb von Interesse, weil Reuter hier erstmals jene Form und jenen Inhalt für sich entdeckte, die seine späteren großen niederdeutschen Romane auszeichnen. Noch war dieses erste Buch in hochdeutscher Sprache verfasst und erschien 1856 in dem von Reuter herausgegebenen Unterhaltungsblatt für beide Mecklenburg und Pommern. Sein nächster Roman, der 1859 erschien, behandelte wiederum Reuters Kindheit und seine Vaterstadt, nun aber bereits in Niederdeutsch (Ut de Franzosentid). Lockerer Plauderton, humorvolle Schilderungen, anekdotenhafte Ereignisse und humanistische, menschenfreundliche Grundeinstellung des Autors verbinden sich bereits im ersten Werk mit einer recht präzisen und wahrhaftigen Schilderung der Verhältnisse im damaligen ländlichen Mecklenburg. Diese Art der Darstellung wurde auch später beibehalten, lediglich vervollkommnet und verbessert. 1861 erschien Meine Vaterstadt Stavenhagen um einen Anhang vermehrt erstmals vollständig in der Sammlung Schurr-Murr.

## Ausgaben
- Meine Vaterstadt Stavenhagen, 1856; in: Unterhaltungsblatt für beide Mecklenburg und Pommern
- Meine Vaterstadt Stavenhagen, 1861; in: Schurr-Murr
- Gezeiten des Lebens. Die Romane der Erinnerung. Langen-Müller, München 1976
- Autobiographische Romane (Aus der Franzosenzeit, Meine Vaterstadt Stavenhagen, Aus meiner Festungszeit). Deutscher Taschenbuch Verlag, München 1978
- Meine Vaterstadt Stavenhagen. Piper, München 1979
- Meine Vaterstadt Stavenhagen. Reich, Rostock 1997, ISBN 3861670941

## Übersetzung
- Dänisch, Kopenhagen 1873 (Übersetzer: A. Schumacher)